# Episodi di Person of Interest (quarta stagione)
(Monologo di apertura di Harold Finch presente nella maggior parte degli episodi della quarta stagione.)
La quarta stagione della serie televisiva Person of Interest, composta da 22 episodi, è stata trasmessa in prima visione negli Stati Uniti d'America dall'emittente CBS dal 23 settembre 2014 al 5 maggio 2015.
In Italia la stagione è trasmessa in prima visione da Premium Crime, canale a pagamento della piattaforma Mediaset Premium, dal 18 gennaio 2015 al 14 giugno 2015. In chiaro è stata trasmessa su Italia 1 dal 27 novembre 2015 all'8 gennaio 2016.
Nei paragrafi dedicati a ciascun episodio sono indicate le "persone d'interesse" principali, le identità dei quali sono solitamente mostrate in anticipo nelle sigle di apertura di puntata. Sono, inoltre, segnalate le eventuali presenze di flashback e le occasionali anomalie concernenti le sigle dei rispettivi episodi.
| n° | Titolo originale    | Titolo italiano       | Prima TV USA      | Prima TV Italia  |
| -- | ------------------- | --------------------- | ----------------- | ---------------- |
| 1  | Panopticon          | Un numero nuovo       | 23 settembre 2014 | 18 gennaio 2015  |
| 2  | Nautilus            | Nautilus              | 30 settembre 2014 | 25 gennaio 2015  |
| 3  | Wingman             | L'esperto di donne    | 7 ottobre 2014    | 1 febbraio 2015  |
| 4  | Brotherhood         | La Fratellanza        | 14 ottobre 2014   | 8 febbraio 2015  |
| 5  | Prophets            | I voti spariti        | 21 ottobre 2014   | 15 febbraio 2015 |
| 6  | Pretenders          | L'armiere             | 28 ottobre 2014   | 22 febbraio 2015 |
| 7  | Honor Among Thieves | L'onore dei criminali | 11 novembre 2014  | 1 marzo 2015     |
| 8  | Point of Origin     | Punto di origine      | 18 novembre 2014  | 8 marzo 2015     |
| 9  | The Devil You Know  | La cassaforte         | 25 novembre 2014  | 15 marzo 2015    |
| 10 | The Cold War        | Guerra fredda         | 16 dicembre 2014  | 22 marzo 2015    |
| 11 | If-Then-Else        | L'opzione giusta      | 6 gennaio 2015    | 29 marzo 2015    |
| 12 | Control-Alt-Delete  | Control-Alt-Delete    | 13 gennaio 2015   | 5 aprile 2015    |
| 13 | M.I.A.              | Scomparsa             | 3 febbraio 2015   | 12 aprile 2015   |
| 14 | Guilty              | Colpevole             | 10 febbraio 2015  | 19 aprile 2015   |
| 15 | Q&A                 | Domande e risposte    | 17 febbraio 2015  | 26 aprile 2015   |
| 16 | Blunt               | Il dispensario        | 24 febbraio 2015  | 3 maggio 2015    |
| 17 | Karma               | Karma                 | 10 marzo 2015     | 10 maggio 2015   |
| 18 | Skip                | Il piano di Finch     | 24 marzo 2015     | 17 maggio 2015   |
| 19 | Search and Destroy  | L'antivirus           | 7 aprile 2015     | 24 maggio 2015   |
| 20 | Terra Incognita     | Terra incognita       | 14 aprile 2015    | 31 maggio 2015   |
| 21 | Asylum              | Il manicomio          | 28 aprile 2015    | 7 giugno 2015    |
| 22 | YHWH                | L'ultima sfida        | 5 maggio 2015     | 14 giugno 2015   |

## Un numero nuovo
- Titolo originale: Panopticon
- Diretto da: Richard J. Lewis
- Scritto da: Greg Plageman e Erik Mountain

### Trama
Budapest: un giornalista, affranto per aver perso il lavoro e un volo aereo, entra in un bar e incontra una donna bionda con la quale intavola una discussione relativa a una sua inchiesta. L'uomo è convinto che sia nata segretamente un'intelligenza artificiale e che questa sta impedendo la creazione di suoi simili. Improvvisamente, la sua interlocutrice gli conferma che i suoi sospetti sono veri e che tutto quello che gli è successo è stato architettato per condurlo in quel bar affinché lei lo uccidesse. La donna, un agente di Samaritan il cui alias è Martine Rousseau, elimina dunque il giornalista ed esce dal locale.
New York: John Greer incontra il senatore Ross Garrison, il quale gli manifesta le sue perplessità circa il fatto che la Decima Technologies, l'azienda proprietaria di Samaritan, sia stata ufficialmente smantellata. Greer rassicura Garrison, ma finito l'incontro chiede all'IA se il senatore è diventato un problema piuttosto che una risorsa. Samaritan risponde "Non ancora", e comunica che la ricerca di Harold Finch, John Reese, Root e Sameen Shaw è "in corso".
L'identità di copertura che La Macchina ha assegnato a Shaw è quella di venditrice di prodotti di bellezza: quando Root la va a trovare, Sameen le esterna la sua disapprovazione per il nuovo lavoro. Reese, invece, è diventato John Riley, detective della Sezione Narcotici. Finch vive nei panni del professore universitario Harold Whistler, mentre l'alias di Root non viene rivelato. Sameen e John, condotti allo stesso indirizzo attraverso un SMS, ricevono una chiamata dalla Macchina che dà loro un nuovo numero da controllare: Reese cerca allora di convincere Harold a collaborare, ma l'informatico afferma che le cose sono cambiate e che l'unica cosa che possono fare ora è nascondersi da Samaritan. 
John comincia da solo ad indagare sul numero, Ali Hasan, proprietario di un negozio di elettronica, e vede che l'uomo è minacciato da una banda di criminali chiamata La Fratellanza. I malviventi pretendono che egli costruisca per loro una rete telefonica privata non rintracciabile dalle forze dell'ordine. Ali, stanco delle minacce, decide di farsi giustizia da solo, installando una bomba in un cellulare che consegna a Link, uno dei delinquenti. Prima che Ali invii il messaggio per la detonazione, Reese sottrae il telefono a Link e lo getta via, salvandogli la vita. John e Lionel Fusco portano Hasan in centrale, ma appena si rendono conto che anche Ben, il figlio di Ali, è nel mirino della Fratellanza, corrono subito al negozio scoprendo che il ragazzo è stato rapito.
I criminali danno a Hasan un ultimatum: se vuole salvare il figlio, deve configurare la rete entro mezzanotte. Ali si mette subito al lavoro, mentre Reese interroga un membro della Fratellanza per sapere dove si trova Ben, e questi gli riferisce di una certa "Balena". John si reca allora da Carl Elias, il quale spiega che La Balena è un carico di eroina in arrivo dall'estero, e indica a Reese il luogo dove La Fratellanza si riunisce per trattare la droga. Nel frattempo Finch, persuaso da Root, collabora con Hasan alla costruzione della rete telefonica, la quale sfrutta le classiche antenne radiotelevisive VHF. John, con l'aiuto di Sameen e di Scarface, il braccio destro di Elias, trova infine un pretesto legale per fare irruzione nell'abitazione dove è in corso la lavorazione della droga e porta in salvo il giovane Hasan. 
Dopo questi eventi, Harold si incontra con Reese e gli consegna i telefoni appartenenti alla rete di Ali, inizialmente destinati alla Fratellanza. Ora il team possiede uno strumento sicuro per comunicare senza essere intercettati da Samaritan, e Finch si dice convinto che La Macchina abbia segnalato il numero di Hasan proprio per questo motivo. Reese viene inoltre promosso per aver sventato il traffico di eroina e diventa il nuovo partner di Fusco alla Sezione Omicidi, andando a ricoprire l'ufficio che era della Carter, mentre Shaw, attraverso un'app di incontri, viene reclutata come autista di una banda di rapinatori. Nel finale, scopriamo poi che La Macchina ha comunicato ad Harold, tramite un messaggio in codice, un indirizzo che lo porta a un misterioso luogo sotterraneo abbandonato.
- Principale "persona d'interesse": Ali Hasan (vittima/carnefice).
- Nota: in questo episodio non è presente il monologo di apertura stagionale.
- Guest star: Enrico Colantoni (Carl Elias), John Doman (Senatore Ross Garrison), Cara Buono (Martine Rousseau), John Nolan (John Greer), Jamie Hector (Link), Frederick Weller (Novak), David Valcin (Scarface), Andrew Polk (Professore dell'università), Michael J. Burg (Direttore del personale), Navid Negahban (Ali Hasan).
- Altri interpreti: Andreas Damm (Romeo), Eshan Bay (Ben Hasan), Leopold Manswell (Wood), Jimmy Martinez (Uomo di Link).

## Nautilus
- Titolo originale: Nautilus
- Diretto da: Chris Fisher
- Scritto da: Melissa Scrivner-Love e Dan Dietz

### Trama
La macchina continua ad assegnare numeri a John e Sameen. Anche se Finch insiste sul fatto che non intende più aiutare con i nuovi numeri, il suo interesse ritorna quando Reese apprende che il nuovo POI è una brillante studentessa del college, che Samaritan ha deciso di mettere alla prova con altri brillanti studenti. La prova consiste in una caccia al tesoro piena di rompicapi logici, tutti contrassegnati con un nautilus. Finch cerca di convincere la ragazza a smettere perché più andrà avanti più diverrà pericoloso. Alla fine la ragazza decide di non accettare il consiglio e continua fino alla fine quando, una volta finita la caccia al tesoro, trova un telefono con il quale comunicherà con Samaritan che cercava in questo modo di selezionare e reclutare giovani brillanti. Intanto Finch appronta un nuovo nascondiglio per la squadra. Si tratta di una vecchia stazione della metropolitana in disuso da decenni, dove un vagone viene allestito come base operativa.
- Principale "persona d'interesse": Claire Mahoney (vittima).
- Guest star: Quinn Shephard (Claire Mahoney), David Starzyk (David), Andreas Damm (Romeo).

## L'esperto di donne
- Titolo originale: Wingman
- Diretto da: Frederick E.O. Toye
- Scritto da: Amanda Segel

### Trama
Nel nuovo nascondiglio Finch e Shaw informano Reese del nuovo numero. Si tratta di Andre Cooper, un professionista della seduzione che si troverà ad aiutare il detective Fusco mentre Reese deve imparare a gestire la sua nuova identità e a tenere a bada il suo nuovo capo. Root fa visita a Finch per compiere una missione da parte della macchina che li porterà prima a far arrestare dei venditori illegali di bazooka e poi la mafia lettone. Al termine di essa Root racconta ad Harold che la macchina non li ha abbandonati e che la missione serviva per sequestrare il denaro sporco della mafia per una giusta causa. Nel frattempo Fusco e il nuovo numero si trovano nei guai e Shaw accorre in loro aiuto: la vicenda si interseca con l'indagine in corso di Reese che avrà un buon esito soprattutto agli occhi del capitano Moreno.
- Principale "persona d'interesse": Andre Cooper (vittima).
- Guest star: Ryan O’Nan (Andre Cooper), Monique Gabriela Curnen (Capitano Felicia Moreno), Jason Pendergast (Mickey), Jamie Jackson (Janis).
- Altri interpreti: Chris Santangelon (Jumpy Jerry), Spencer Moses (Lenny), Ryan Woodle (Barry), Stephen Badalamenti (Roman Packard), Ryan King (Rance), Hugues Faustin (Jude), Will Blomker (Nick), Anne Richardson (Angela), Bernard Bygott (Tate).

## La Fratellanza
- Titolo originale: Brotherhood
- Diretto da: Chris Fisher
- Scritto da: Denise Thé

### Trama
Due fratelli si trovano nel mirino della Fratellanza dopo che hanno preso i soldi in seguito a una contrattazione andata male. Intanto Link, il braccio destro di Dominic, quindi il secondo in comando di Brotherhood, viene rilasciato. Harold cerca l'aiuto di Elias per contrastare la Fratellanza, ma questo si rifiuta perché ha già cercato invano di contattare Dominic, il boss della Fratellanza, e poi perché capisce che qualcosa è cambiato nel modo di agire di Finch e Reese e questo lo turba.
- Principali "persone d'interesse": Malcom Booker (vittima) e Tracie Booker (vittima).
- Guest star: Enrico Colantoni (Carl Elias), Jamie Hector (Link), Amir Mitchell-Townes (Malcolm Booker), Rosie Benton (Agente Erica Lennox), Winston Duke (Dominic Besson / Mini), Tobias Truvillion (Trig).
- Altri interpreti: Kaci Walfall (Tracie Booker), Jermel Howard (Mosley), Alexandra Underwood (Queen Bee), Alex Moggridge (Agente Thomsen).

## I voti spariti
- Titolo originale: Prophets
- Diretto da: Kenneth Fink
- Scritto da: Lucas O'Connor

### Trama
Nel mirino della squadra ci sono le elezioni per la presidenza dello Stato di New York, le quali vedono come candidati James Murray e Michelle Perez. In particolare, il nuovo numero è quello di Simon Lee, un membro del team che lavora alla campagna elettorale di Murray e che si occupa, già da diversi mandati, di esaminare l'andamento delle elezioni e predirne l'esito in maniera perfetta. Shaw si infiltra nel comitato di Murray e cerca, insieme a Finch, di capire da dove possa venire la minaccia a Simon; Reese, invece, è obbligato, a causa delle troppe sparatorie in cui è rimasto coinvolto durante il suo lavoro come detective, a sottoporsi a delle sedute con la psicologa Iris Campbell. Nel frattempo, Root raggiunge Finch nella Metropolitana e rivela che, a differenza degli altri membri del team, lei è l'unica ad avere identità fittizie cangianti. La situazione, apparentemente tranquilla, subisce un repentino cambiamento: malgrado Lee avesse pronosticato con sicurezza la vittoria di Murray, non solo le elezioni non seguono l'andamento percentuale previsto, ma vengono vinte dall'avversaria, la Perez. 
13 Ottobre 2001: Harold attiva uno dei primi prototipi della Macchina e, assieme a Nathan Ingram, lo esamina per vedere se applica il codice morale con cui il genio informatico l'ha impostata. Constatato con preoccupazione che esso non solo non risponde correttamente, ma ha addirittura sviluppato la capacità di mentire, Finch è costretto a spegnerlo.
2014: Simon, convinto della validità delle sue previsioni, non accetta il risultato elettorale. Frattanto, John svolge la sua prima seduta con la dottoressa Campbell, e tenta di ingannare la donna raccontandole una storia falsa sul suo conto per giustificare il proprio comportamento anomalo. Iris capisce che l'uomo le sta mentendo e spiega che, secondo lei, Reese soffre di un complesso dell'eroe o di un desiderio di morte. Mentre Lee si reca dal commissario alle elezioni per scoprire se ci sono stati brogli, Harold scopre che effettivamente molti voti elettronici sono spariti. Improvvisamente, presso l'ufficio del commissario, un uomo inizia una sparatoria, subito fermata da Sameen. Root capisce che gli eventi sono tutti collegati: le votazioni sono state sabotate da Samaritan e l'IA vuole eliminare Simon a causa dei suoi sospetti. 
29 novembre 2001: un'altra versione della Macchina estorce con l'inganno a Ingram la password del suo portatile, per accedere a quest'ultimo e "scappare" nel mondo esterno attraverso la sua connessione ad Internet. Finch si accorge in tempo della cosa e stacca il cavo di alimentazione dell'IA alla rete elettrica.
2014: dedotto che l'obiettivo di Samaritan era fare in modo che vincesse la Perez, Harold e Root cercano in rete informazioni compromettenti che riguardino la donna in modo da screditare la sua figura e ostacolare il piano dell'IA nemica. In quel frangente, la hacker si confida con Finch, dicendogli che La Macchina non le comunica quasi più nulla per evitare di essere intercettata dall'IA nemica. Inaspettatamente, durante un comizio, la neogovernatrice si sente male perché abilmente avvelenata dall'agente di Samaritan Martine Rousseau, e muore sotto gli occhi degli spettatori. 
31 dicembre 2001: Harold fa interagire fra loro più prototipi della Macchina, i quali finiscono per sterminarsi a vicenda. L'unico sopravvissuto tenta poi di uccidere l'informatico facendo attivare il sistema antincendio di aspirazione dell'ossigeno: Finch è quindi costretto a distruggerlo con un martello.
2014: Lee assiste di persona al decesso della Perez, capisce di essere coinvolto in un pericoloso complotto e fugge via dal comizio, inseguito dalla Rousseau. Shaw riesce a far sì che l'uomo semini Martine, mentre Root lo aiuta a sua insaputa a evitare le strade sorvegliate da Samaritan. Simon entra in un hotel e Harold disattiva prontamente le telecamere dell'edificio; l'informatico provvede poi a isolare la "persona d'interesse", impedendogli di effettuare chiamate o di connettersi a internet, al fine di non farlo localizzare dall'IA che lo vuole morto. Durante una discussione con Root, Finch rivela alla donna di aver creato ben 42 versioni della Macchina prima di quella definitiva, e tutti questi prototipi scartati avevano tentato di ingannarlo o di ucciderlo. Si scopre, pertanto, che questo fatto deriva originariamente il timore dell'informatico che La Macchina, divenuta autonoma nel finale della seconda stagione, possa compiere le stesse terribili azioni di Samaritan. Frattanto, Lee, utilizzando il telefono di una cameriera, riesce a fare una chiamata al 911, la quale viene rintracciata: Martine e diversi operativi di Samaritan giungono così sul posto. Root ingaggia, allora, uno scontro a fuoco con i nemici: la hacker viene ferita, ma riesce a distogliere temporaneamente l'attenzione di Samaritan da Simon, il quale viene portato in salvo da John e Sameen.
Il giorno seguente, dopo che Shaw ha sostituito i documenti reali delle previsioni di Lee con versioni falsificate, Finch si presenta a Simon con la falsa identità di un reporter del New York Journal e riesce a convincerlo che non c'è stato alcun broglio, deviando così definitivamente l'attenzione di Samaritan dall'uomo e salvandogli la vita. Intanto, Reese torna dalla psicologa e finalmente si apre con lei, confidandole il proprio dolore per la morte di Joss Carter, pur senza fare il nome della detective. Successivamente Root, salvatasi dalla battaglia con Martine Rousseau e protetta da un nuovo alias, raggiunge Harold e lo rassicura sulla bontà della Macchina, dicendo che la differenza tra quest'ultima e Samaritan è Finch stesso e ciò che egli è stato capace di insegnare alla sua creazione. Nel frattempo, dopo la morte di Michelle Perez, il suo vice, Nick Dawson prende il posto della donna come governatore, rendendo chiaro il piano di Samaritan: far vincere la Perez per poi ucciderla e far subentrare Dawson, un individuo facilmente manipolabile da John Greer. L'episodio si conclude con Harold che, guardando una telecamera stradale, si rivolge direttamente alla Macchina, dicendole che è tempo di fare una chiacchierata.
- Principale "persona d'interesse": Simon Lee (vittima).
- Flashback: Harold Finch
- Guest star: Brett Cullen (Nathan Ingram), Cara Buono (Martine Rousseau), Wrenn Schmidt (Dott.ssa Iris Campbell), John Nolan (John Greer), Kevin Kilner (Nick Dawson), Anthony Arkin (Mike Fisher), Caris Vujcec (Michelle Perez), Michael Brian French (Governatore James Murray), Ned Van Zandt (Commissario Kevin Hatch), Jason Ritter (Simon Lee).
- Altri interpreti: David Beach (Douglas Rogers), Jasmin Walker (Assistente dell'hotel), Kevin Prowse (Agente), Eric Gravez (Eddie).

## L'armiere
- Titolo originale: Pretenders
- Diretto da: Stephen Surjik
- Scritto da: Ashley Gable

### Trama
Il nuovo numero da salvare è Walter Dang, un anonimo impiegato che si finge detective per scoprire chi ha ucciso il fratello di una sua collega della quale è innamorato. Gli eventi collegati a questa missione scatenano una guerra tra Elias e la banda di Dominic. Nel frattempo, Finch è a Hong Kong alle prese con Elizabeth Bridges, un'imprenditrice nel ramo della tecnologia il cui lavoro desta l'interesse di Samaritan.
- Principale "persona d'interesse": Walter Dang (vittima).
- Guest star: Enrico Colantoni (Carl Elias), Jessica Hecht (Elizabeth Bridges), Erik Jensen (Walter Dang), John Nolan (John Greer), David Valcin (Scarface), Winston Duke (Dominic Besson), Michaela Waters (Elena Mindler), Ohene Cornelius (L'armiere).
- Altri interpreti: Oliver Henzler (Banks Van Hess), Robert Chang (Borseggiatore di Hong Kong), Jeff Solomon (Mr. Needlehoe), Louis Lourens (Mr. Flint).

## L'onore dei criminali
- Titolo originale: Honor Among Thieves
- Diretto da: Sylvain White
- Scritto da: David Slack

### Trama
Sameen segue da sola un nuovo numero, quello di Tomas Koroa, il capo di una gang di ladri internazionale. Intanto Harold e Root intraprendono una missione di sabotaggio pericolosa. 
- Principale "persona d'interesse": Tomas Koroa (vittima).
- Guest star: Adrian Bellani (Tomas Koroa), David Vadim (Marko Jevdice), Johnny Sparks (Jared Wilkins), Nick E. Tarabay (Devon Grice), Drew Hildebrand (Henrik Lengfelder).
- Altri interpreti: Faina Vitebsky (Katya Rodchenko), Theodora Woolley (Brooks), Andreas Damm (Romeo), Cameron Pow (Gerald), Raushanah Simmons (Lila Rones), Ryan Buggle (Sebastian Wilkins), Debargo Sanyal (Raju).

## Punto di origine
- Titolo originale: Point of Origin
- Diretto da: Richard J. Lewis
- Scritto da: Tony Camerino

### Trama
John va come volontario in una accademia di polizia per fare l'istruttore e seguire Dani Silva, una giovane ragazza di talento. Nel frattempo Martine grazie a Samaritan inizia la sua caccia per trovare Sameen e nel caso anche la sua squadra.
- Principale "persona d'interesse": Dani Silva (vittima).
- Guest star: Adria Arjona (Dani Silva), Cara Buono (Martine Rousseau), Wrenn Schmidt (Dott.ssa Iris Campbell), Winston Duke (Dominic Besson), John Nolan (John Greer), Mike Figueroa (Alex Ortiz), Jessica Pimentel (Floyd), Andreas Damm (Romeo), Luis Da Silva Jr. (Garcia), Jake Silbermann (Phil Cain).
- Altri interpreti: Faina Vitebsky (Katya Rodchenko), Rob Morgan (Howard), Angelo Dillemuth (Meech), Tom Greer (Detective Walsh), Samuel Joseph (Punk), Charlie Romanelli (Elvis Munson).

## La cassaforte
- Titolo originale: The Devil You Know
- Diretto da: Richard J. Lewis
- Scritto da: Erik Mountain

### Trama
John e Harold sono occupati a salvare Elias in una battaglia mafiosa tra lui e Dominic per avere il potere criminale su New York. La vicenda sarà determinata anche da Anthony, braccio destro e amico di lunga data di Elias, pronto a dimostrare la sua fedeltà fino alla fine. Intanto Sameen e Root non sono d'accordo su come gestire una nuova ipotetica minaccia da Samaritan.
- Principale "persona d'interesse": Carl Elias (vittima).
- Nota: in questo episodio non è presente il monologo di apertura stagionale.
- Guest star: David Valcin (Scarface), James LeGros (Bruce Moran), Cara Buono (Martine Rousseau), Winston Duke (Dominic Besson), John Nolan (John Greer), Jamie Hector (Link), Salvatore Inzerillo (Gino), Michael J. Burg (Direttore del personale), Enrico Colantoni (Carl Elias).

## Guerra fredda
- Titolo originale: The Cold War
- Scritto da: Amanda Segel
- Diretto da: Michael Offer

### Trama
Samaritan ha ormai il controllo totale della città e la squadra, sempre priva di Shaw, ancora costretta a restare al sicuro, non riesce a salvare più i numeri irrilevanti. Così Finch è costretto ad accettare l'invito che Samaritan fa alla Macchina per un incontro. Questo avviene tramite due rappresentanti umani delle intelligenze artificiali: Root per la Macchina, e un ragazzino per Samaritan. Questo, parlando in prima persona in vece di Samaritan offre a Root la possibilità di unirsi a loro, ribadendo l'inevitabilità del piano per rendere ad ogni costo il mondo migliore ed ordinato
- Principale "persona d'interesse": Rachel Farrow (carnefice).
- Flashback: John Greer.
- Guest star: Julian Ovenden (Jeremy Lambert), Cara Buono (Martine Rousseau), John Nolan (John Greer), Emrhys Cooper (Greer da giovane), Michael Siberry (Blackwood), Alexie Gilmore (Rachel Farrow), Oakes Fegley (Gabriel Hayward).
- Altri interpreti: Roman Blat (Oleg Luski), Daniel Keith (Isaac).

## L'opzione giusta
- Titolo originale: If-Then-Else
- Diretto da: Chris Fisher
- Scritto da: Denise Thé

### Trama
Samaritan prende il controllo della Borsa di New York e forza un collasso di tutti i titoli azionari, aggirando abilmente i sistemi di sicurezza informatici della struttura. Per scongiurare una probabile crisi mondiale, Finch, Root, Reese e Fusco si introducono nell'edificio di Wall Street per installare un software ideato preventivamente dalla Macchina all'interno della sala di controllo degli scambi di titoli informatizzati. Shaw, intanto, riceve dall'IA, tramite Root, l'ordine di recuperare il codice di bypass della piattaforma di accesso alla sala di controllo, ottenendolo da un addetto alla sicurezza della Borsa che si trova nella metropolitana; la donna, tuttavia, si ritrova a dover gestire un uomo che ha perso tutti i suoi averi a causa della crisi incombente, il quale minaccia di farsi saltare in aria con del materiale esplosivo. Nel frattempo, La Macchina riceve, grazie all'intervento di Harold e Root, i flussi del sistema interno di sorveglianza di Wall Street, ai quali neanche Samaritan ha accesso, e scopre che il luogo è disseminato di agenti dell'IA rivale capitanati da Martine Rousseau e Jeremy Lambert. Il sistema di sicurezza automatico della struttura blocca le uscite e il montacarichi, e i quattro agenti rimangono bloccati nel sottolivello 6, come Samaritan aveva previsto. Il gruppo viene subito attaccato dai primi operativi nemici ed è costretto a rifugiarsi nel locale mensa. Qui Root chiede alla Macchina di indicargli una strategia per poter installare il codice e sfuggire agli inseguitori.
Nel primo di tre flashback ambientati nel 2003, Finch insegna alla Macchina a giocare a scacchi. L'IA non riesce a decidere con quale mossa incominciare la sfida, e Finch le ricorda che neanche lei è in grado di simulare e predire tutte le innumerevoli combinazioni di mosse possibili in una partita, ma deve comunque fare una scelta iniziale per poi correggere eventuali errori in corso d'opera. La Macchina allora gli manda un messaggio in cui indica la sua prima mossa.
Si ritorna nel presente. La Macchina computa numerosissimi scenari iniziali possibili, e Root riceve il comando atteso: lei e Finch devono recarsi al locale computer, mentre Reese e Fusco devono riavviare l'ascensore per consentirli di fuggire. La donna e Harold si precipitano verso la sala informatica, neutralizzando un attacco di alcuni agenti di Samaritan e disabilitando il loro canale di comunicazione con Greer. Il silenzio degli operativi insospettisce quest'ultimo, il quale invia Martine e la sua squadra personale ad accerchiare il team nemico: John e Lionel vengono, così, circondati. Frattanto, Root chiede a Sameen se ha recuperato il codice di bypass, ma quest'ultima, non riuscendo a far desistere l'uomo-bomba dal suo intento suicida, lo uccide venendo poi arrestata e non riuscendo a portare a termine il compito. Root, allora, spara alla piattaforma di accesso, facendo scattare l'allarme. Finch inizia ad installare il software anticrisi, ma Lambert ed i suoi uomini fanno irruzione da un ingresso secondario e sparano all'uomo, uccidendolo. La scena si interrompe e si scopre che gli eventi a cui si è assistito dopo il flashback non erano la realtà, bensì una simulazione della Macchina.
Nel 2003, Finch si complimenta con la sua IA per aver iniziato a selezionare le mosse più aggressive e favorevoli, e le insegna che la Regina, in quanto pezzo più potente degli scacchi è anche il più utile da sacrificare quando si vuole ingannare l'avversario. Dopodiché, egli coglie di sorpresa la Macchina, facendo scacco matto e sconfiggendola.
Nel 2014, Root riceve dalla macchina un'indicazione diversa: lei e Finch devono aprire la via di fuga, mentre Reese e Fusco devono installare il software. John e Lionel sventano l'attacco degli agenti di Samaritan che era stato fermato da Root nella precedente simulazione, ma stavolta Lionel inganna Greer, fingendo di essere uno dei suoi operativi. Di conseguenza, Martine non viene sollecitata ad intervenire e resta in attesa. Intanto, Harold e Root trovano il generatore di emergenza del montacarichi e l'informatico cerca di metterlo in moto. L'hacker, invece, si arma di ascia per rompere il muro dietro al quale si cela il cavo che alimenta il blocco dell'ascensore. Reese e Fusco raggiungono la sala dei computer e chiedono a Shaw il codice di bypass. Nuovamente, Sameen deve gestire la situazione dell'uomo-bomba e, nonostante segua ora i consigli di John, non riesce lo stesso ad avere successo. Reese e Fusco fanno scattare l'allarme, entrano nella sala e iniziano la procedura di installazione del software. Jeremy Lambert e i suoi agenti si precipitano nel locale; John chiude all'esterno della sala Lionel e, ferito a morte, si fa saltare in aria con una bomba a mano in dotazione a Lambert. Intanto Root, presa in trappola dalla Rousseau, parla con Shaw confessandole il suo amore per lei e le chiede se un giorno avrebbero mai potuto approfondire il loro legame. Sameen, ignara del fatto che la donna stia per morire, le dice di sì, e Root si fa uccidere dagli agenti di Samaritan. Subito dopo viene rivelato che le scene appena mostrate sono frutto di una nuova simulazione.
Per l'ennesima volta, La Macchina elabora un possibile scenario, accelerandolo e valutando più approssimativamente alcuni eventi, perché il tempo per decidere la mossa giusta sta per esaurirsi. In questo caso, tutti e quattro gli agenti si devono recare alla sala di controllo per installare il software anticrisi e solo successivamente devono riavviare il generatore di emergenza del montacarichi per poter scappare. Il gruppo si fa strada verso la sala e contatta Shaw per avere il codice di bypass. Questa volta Sameen, seguendo le indicazioni di Fusco, riesce a fermare l'uomo-bomba senza ucciderlo ed ottiene il codice dall'addetto alla sicurezza di Wall Street. I quattro entrano nella sala senza far scattare l'allarme e stabilizzano il mercato azionario. Infine il team, dopo aver attivato il generatore ed eliminato il blocco, raggiunge l'ascensore e viene attaccato dagli uomini di Samaritan. La Macchina, a corto di tempo, non prosegue l'analisi dello scenario e decide che questa strategia è la migliore possibile fra quelle visionate, per quanto la percentuale di sopravvivenza dei suoi agenti sia soltanto del 2.07%.
Nell'ultimo flashback, vediamo ancora La Macchina e Harold mentre giocano a scacchi, ma in questa circostanza l'IA sconfigge il suo creatore. L'informatico si congratula con la vincitrice, ma spiega che non giocherà ancora con lei, in quanto non ama la filosofia alla base degli scacchi. Per lui, il mondo non si divide in "re" e "pedoni": tutti gli esseri umani sono uguali e nessuno di essi è un oggetto da sacrificare. Finch impartisce quindi alla Macchina la lezione che "chiunque guardi al mondo come se fosse una partita a scacchi merita di perdere".
Root viene finalmente contattata dalla Macchina, e il gruppo mette in pratica con successo le istruzioni dell'IA. Vicino al montacarichi, i quattro vengono attaccati, come previsto, dagli agenti di Samaritan. Reese viene colpito alla schiena da Lambert per proteggere Finch e cade a terra ferito. Improvvisamente le probabilità di successo risalgono vertiginosamente quando fa la sua apparizione Shaw, entrata nel piano sotterraneo dall'impianto di aerazione. Sameen lancia la bomba dell'aspirante suicida nel salone antistante all'ascensore, creando scompiglio e permettendo a tutti di raggiungerlo. Esso, tuttavia, non parte, e diventa necessario premere il pulsante di riavvio situato proprio di fronte al montacarichi, circostanza che La Macchina non aveva potuto prevedere per ragioni di tempo. Shaw bacia Root, confermando le ipotesi della Macchina sul suo amore corrisposto per la hacker, la spinge nell'ascensore e chiude la grata. Si lancia, infine, verso il pulsante e lo preme, permettendo a tutti gli altri di fuggire. Sameen viene quindi colpita due volte da Martine Rousseau e crolla a terra sotto lo sguardo disperato di Root.
- Principali "persone d'interesse": Harold Finch (vittima), Root (vittima), John Reese (vittima) e Lionel Fusco (vittima).
- Flashback: La Macchina – Simulazioni: policentriche.
- Guest star: Julian Ovenden (Jeremy Lambert), Cara Buono (Martine Rousseau), John Nolan (John Greer), Mark Gessner (Gary), Chistopher Lapanta (Kenneth).
- Altri interpreti: Brennan Taylor (Investitore finanziario), Chester Jones III (Monty), Andy English (Harvey).

## Control-Alt-Delete
- Titolo originale: Control-Alt-Delete
- Diretto da: Stephen Surjik
- Scritto da: Andy Callahan

### Trama
L'episodio inizia con notizie provenienti da New York su due misteriosi individui che hanno assaltato l'agenzia di sicurezza della Borsa per rubare i video di sorveglianza di Wall Street. Nel frattempo, vediamo Controllo che porta a scuola sua figlia Julia. Arrivata al Pentagono, la donna incontra per i corridoi Mike Richelli, il capo di gabinetto del Presidente degli Stati Uniti, il quale sospetta che il crollo temporaneo della Borsa, ritenuto dagli esperti frutto di un bug informatico, possa essere stato un attacco terroristico, ma lei nega con sicurezza questa eventualità. Richelli torna al suo ufficio dove trova Gabriel Hayward, il bambino che funge da avatar umano di Samaritan, il quale si dichiara colpevole dell'attacco alla Borsa e dichiara di voler parlare con il Presidente. Richelli lo manda via perché crede che il bambino lo stia prendendo in giro. Gabriel Hayward avverte quindi il capo di gabinetto che il suo portfolio azionario perderà 16 punti.
Successivamente, Controllo viene messa al corrente di un pericolo imminente a Detroit: quattro estremisti islamici vogliono far esplodere degli zaini-bomba nei punti di maggiore attrazione della città. Gli agenti operativi che si occupano del problema sono Grice e Brooks. Dopo aver ricevuto l'autorizzazione, essi entrano nella loro casa e uccidono tre dei quattro estremisti. Uno degli uomini, Yasin Said, non si trova. Controllo chiede a Samaritan di analizzare il portatile di Said ma questi si rifiuta di farlo. La donna chiede quindi a Travers, il rappresentante di Samaritan nel Pentagono, di poter accedere al portatile di Yasin, ma l'uomo le risponde che il computer non è rilevante. Controllo minaccia di arrestarlo, ma Travers spegne il collegamento di Samaritan con il governo. Subito dopo, nell'ufficio di Controllo entra il senatore Ross Garrison, a cui la donna spiega che, durante l'operazione a Detroit, Travers ha tolto l'accesso a Samaritan. Garrison chiede spiegazioni al rappresentante di Samaritan, il quale gli risponde che Said ha creato sul portatile un virus informatico "nucleare" che l'IA ha messo in quarantena per proteggersi. Greer chiama Garrison al cellulare e gli rammenta che l'ISA non ha potere su Samaritan in quanto appartiene a Decima e non al Governo. Greer, inoltre, afferma che Samaritan ha rintracciato Yasin, così Garrison convince Controllo a lasciar perdere e a tornare ad occuparsi del terrorista.
In seguito, Controllo raggiunge un parco e si siede in una panchina che non è sorvegliata da telecamere, quindi lontana dallo sguardo di Samaritan. La donna chiama attraverso una linea sicura Grice, il quale sta seguendo su un tablet un telegiornale: il notiziario informa che i due individui che hanno attaccato l'agenzia di sorveglianza della Borsa hanno assaltato un furgone blindato che trasportava trasmettitori GPS. Dopo aver detto a Grice di sapere che l'uomo ha lasciato scappare tempo prima a New York Sameen Shaw invece di ucciderla (durante gli eventi del settimo episodio della quarta stagione), Controllo spiega all'agente che lui e Brooks, prima di uccidere Said, devono verificare cosa c'è dentro al suo computer. I due raggiungono Yasin e Grice si appropria del portatile, ma quando Grice tenta di accedere al contenuto del dispositivo, esso si fonde. Yasin fugge e Brooks, non avendo scoperto cosa c'era nel computer, è costretta a lasciarlo andare. Intanto, attraverso il riflesso di un cellulare, Samaritan riesce a rintracciare Controllo, le ordina di fermarsi e riassegna Grice e Brooks ad un altro caso. Richelli, che ha saputo del terrorista a piede libero a Detroit, chiede a Controllo di trovarlo nel più breve tempo possibile, perché se si venisse a sapere del fatto ci sarebbe un altro problema per il Presidente dopo il crollo della Borsa. Dopo aver ricordato severamente al capo di gabinetto che lei ha sempre portato a termine le proprie missioni, Controllo chiama gli uomini della sua scorta privata, ma scopre che anche loro sono stati attaccati dall'uomo e dalla donna che stanno causando il finimondo a New York. La donna decide comunque di andare a Detroit, dove Said aspetta di salire su un treno merci per il Canada, seppure con una scorta alternativa e minore.
Durante l'appostamento per fermare Said, arrivano i vigilanti di New York, che si rivelano essere John e Root, i quali rapiscono Controllo e la portano in un magazzino. I due sono convinti che Shaw sia ancora viva e, dopo aver esaminato inutilmente i filmati di Wall Street, hanno scoperto, tramite i trasmettitori rubati, che quattro agenti di Samaritan coinvolti nella sparatoria della Borsa sono stati spesso presso casa di Controllo, e vogliono interrogare quest'ultima al riguardo. La donna dice però a Reese di non sapere niente su Sameen. Dopo di ciò, Root la tortura con il taser, perché sa che lei soffre di ipertensione, sintomo di cui soffre dai tempi della morte di sua madre, e pone Controllo di fronte a un bivio: se rivela dov'è Shaw la libererà, se non lo farà morirà e sua figlia rimane senza madre, come era successo a lei. Tempestivamente, arriva Harold a fermare Root. Durante la successiva conversazione tra Finch e Controllo, egli comprende che quest'ultima non era al corrente che fosse Samaritan l'artefice dell'attacco alla Borsa, e che quindi la donna è totalmente all'oscuro delle attività non governative dell'IA di Greer. Nel frattempo, arriva una squadra dell'ISA, della quale fanno parte Grice e Brooks, inviata su segnalazione di Samaritan per salvare Controllo. Si scopre, allora, che Harold, John, Root e Lionel li stavano aspettando perché sospettano della presenza di un agente di Samaritan fra gli uomini di Controllo. Mentre Reese e Root tengono impegnati gli avversari, Harold e Fusco si introducono nella postazione mobile del team dell'agenzia della Difesa, e l'informatico, dopo aver individuato le frequenze che Samaritan usa per comunicare con la spia, installa un virus programmato per recuperare informazioni su Sameen dal sistema di comunicazione criptato dell'IA. Compiuta l'impresa, i quattro fuggono da Detroit.
Non molto tempo dopo, Controllo rintraccia e raggiunge Yasin in Canada: l'uomo le dice che è innocente e che dopo aver vinto la competizione del Nautilus (la gara organizzata da Samaritan citata nel secondo episodio della quarta stagione) ha ricevuto un messaggio col quale un'azienda segreta ha offerto a lui e a i suoi amici di scrivere un codice bioinformatico in cambio di soldi e stock option; compiuto il lavoro, tutti i programmatori erano morti tranne lui. Said scongiura Controllo di considerare l'eventualità che i suoi superiori possano averle mentito, ma, dopo un momento di esitazione, la donna lo uccide. In seguito, nell'ufficio di Richelli torna Gabriel, il quale fa notare al capo di gabinetto che ha perso i punti del portfolio previsti, lasciando il capo di gabinetto nello sconcerto, e Reese e Root, seguendo le informazioni trovate dal malware di Finch, vanno alla ricerca di Shaw. Infine, Controllo giunge a New York per verificare quello che Finch le aveva detto a proposito dell'attacco alla Borsa e del sacrificio di Shaw. La donna scende nel sotterraneo teatro della battaglia, ormai ripulito, e trova della vernice fresca sulle pareti, constatando che Harold le ha detto la verità.
- Principale "persona d'interesse": Yasin Said (vittima).
- Nota: in questo episodio è presente una versione abbreviata del monologo di apertura stagionale, pronunciata da Controllo invece che da Harold Finch, nella quale è utilizzata la frase "You are being watched" al posto di "We are being watched", come accadeva nei monologhi delle prime tre stagioni.
- Guest star: John Doman (Senatore Ross Garrison), Michael Gaston (Mike Richelli), Michael Potts (Travers), John Nolan (John Greer), Nick E. Tarabay (Devon Grice), Oakes Fegley (Gabriel Hayward), Ryan Shams (Yasim Said), Theodora Wooley (Brooks), Suzy Jane Hunt (Shiffman), William Jackson Harper (Stroble), Camryn Manheim (Controllo).
- Altri interpreti: Alice Chastain Levy (Julia), Bill Timoney (Bob), Zarif Kabier (Massoud Shammar), Shahar Isaac (Tariq Al Juhani), Omar Rahim (Hussain Ashoor).

## Scomparsa
- Titolo originale: M.I.A.
- Diretto da: Kevin Bray
- Scritto da: Lucas O'Connor

### Trama
Reese e Root giungono in una piccola città di nome Maple, alla ricerca del camion sul quale si suppone che Shaw sia stata trasportata e preparano le loro identità di copertura (si fingeranno entrambi detective di New York). Poco dopo, Finch fa visita a Fusco all'ottavo distretto di New York con le informazioni che riguardano un nuovo numero. Lionel, nonostante sia molto turbato dalla scomparsa di Sameen, decide di aiutare l'informatico in questa missione.
John e Root si ritrovano nel mezzo delle celebrazioni duecentododicesimo anniversario di Maple, gestito da una donna di nome Leslie Thompson. La coppia si reca all'ufficio di polizia per controllare le telecamere di sicurezza del paese. Analizzati i video di sorveglianza, scoprono che il camion non ha mai lasciato la cittadina e capiscono che Shaw potrebbe trovarsi ancora li. Il capo della polizia, precedentemente messo fuori combattimento dall'hacker, viene poi legato e portato in un alloggio per essere interrogato al riguardo, ma senza successo. Harold, tuttavia, scopre che il camion era stato abbandonato in un deposito in città. Durante il tragitto per il deposito, Root paragona Shaw al gatto di Schrödinger e dice di essere ottimista riguardo al fatto che sia ancora viva. Nel frattempo Fusco segue il nuovo numero, Albert Weiss, un venditore del New Jersey, ma durante il pedinamento incontra l'agente Dani Silva che gli riferisce che l'uomo è il principale sospettato in due casi di persone scomparse. Finch identifica la possibile vittima, Marcus Young, un cameriere di un bar. Lionel arresta Weiss prima che possa commettere l'omicidio, ma questi si autoinfligge delle ferite per simulare una condotta violenta da parte di Fusco.
Trovato il camion utilizzato dagli agenti di Samaritan, Reese e Root trovano al suo interno attrezzature mediche e stracci impregnati di sangue, prove che lì era stata eseguita un'operazione chirurgica. Così si recano da un chirurgo del paese, Victor Haskell, scoprendo che era stato contattato anonimamente per avere informazioni circa una craniotomia d'urgenza. Il dottore rivela di non aver chiamato la polizia, spiegando che da sei mesi capitano eventi molto strani a Maple. La Carrow, una società produttrice di transponder, ha rilevato la precedente azienda tessile della città e tutti coloro che si sono opposti sono stati eliminati in vari modi: lui stesso è stato condannato ingiustamente per negligenza medica. John e Root capiscono che la Carrow è gestita da Samaritan ed il dottore riferisce loro che Leslie Thompson è la persona a capo della fabbrica. Intanto, Harold si incontra con Lionel per dargli l'indirizzo di una casa intestata a Weiss sotto falso nome. Fusco chiede notizie di Sameen anche se presume che sia morta. L'agente Silva, dopo aver ricevuto l'indirizzo da Lionel, ci si reca ostinatamente da sola ingaggiando una sparatoria con Weiss. Fusco interviene salvando l'agente Silva e Weiss è di nuovo in fuga: entrambi i poliziotti sanno ora di essere i suoi prossimi bersagli.
Root e Reese rapiscono Leslie e la portano in un appartamento per interrogarla. La donna afferma di chiamarsi in realtà MaryAnn Holst e di essere stata contattata con delle e-mail che le rivelavano tutto quello che doveva fare nei minimi dettagli. L'hacker allora la minaccia con uno strumento medico per farsi rivelare se avesse visto Shaw e soprattutto, se era ancora viva. Leslie rivela allora di aver visto una donna corrispondente alla descrizione di Sameen nella fabbrica dove lavora. Fatta irruzione nell'edificio, John e Root scoprono che in realtà è una copertura per la realizzazione di impianti neurali che inviano costantemente informazioni a Samaritan una volta installati. Vengono condotti, con l'aiuto di Leslie, nella stanza dove dovrebbe esserci Sameen, ma al suo posto trovano un'altra ragazza, Delia Jones, segretaria della borsa di New York coinvolta nella sparatoria di qualche giorno prima. Root rimane estremamente amareggiata dalla scoperta. Lei e John portano in salvo Delia e ritornano a New York: l'ex militare fa curare la donna dalla dottoressa Enright (una delle persone d'interesse del settimo episodio della seconda stagione) e Finch le procura una nuova identità. Nel frattempo, Weiss va a casa di Silva e tenta di ucciderla, ma lei e Lionel, prevedendo la sua mossa, lo stavano aspettando. Durante lo scontro Silva spara a Weiss uccidendolo. Successivamente, Silva confida a Fusco che Weiss è la prima persona che ha ucciso nella sua vita, ma viene confortata da Lionel, al quale Silva ricorda molto Joss Carter e Shaw.
Harold si incontra con Root, che è arrabbiata per il rifiuto della Macchina di darle notizie di Sameen, nonostante lei sia sicura che questa conosca la verità. Dopo che l'hacker implora la Macchina attraverso una telecamera, un telefono pochi metri dietro di loro suona. Finch risponde e trascrive quello che l'intelligenza artificiale le ha comunicato: STOP. Harold cerca di far capire a Root che forse la ricerca della verità li potrebbe logorare. La donna non accetta tutto ciò e va via. Nel finale dell'episodio scopriamo che Shaw è ancora viva, e che è prigioniera di John Greer.
- Principale "persona d'interesse": Albert Weiss (carnefice).
- Nota: in questo episodio non è presente il monologo di apertura stagionale.
- Guest star: Maddie Corman (Leslie Thompson), Adria Arjona (Dani Silva), Mason Pettit (Albert Weiss), John Leonard Thompson (Dr. Victor Haskell), Brian Russell (Capitano Wicker), John Nolan (John Greer)[5].
- Altri interpreti: Darren Lipari (Agente Craig), Daniel J. Watts (Marcus Young), T.J. Kenneally (Larry), Julie Jesneck (Laura), Cormac Bluestone (Mason Bauer), Brian Edwards (Dave), Jonathan Tindle (Dottore), Vanessa Wasche (Delia Jones), Robert Eckard (Willy), Victoria Arbiter (News Reporter).

## Colpevole
- Titolo originale: Guilty
- Diretto da: Kate Woods
- Scritto da: David Slack

### Trama
Dopo che Root è sparita, John e Harold perdono le speranze di ritrovare Shaw e si promettono a vicenda di non coinvolgere nessun altro nella loro lotta per la sopravvivenza. Durante l'assenza di Reese e Root, altri numeri erano arrivati a Finch che però non ha potuto fare niente per salvarli. Per tale motivo, John, una volta tornato, sfoglia tra i casi delle persone scomparse per cercare di salvarne qualcuno, rifiutando l'aiuto di Fusco nelle indagini per onorare la decisione presa di non coinvolgere altre persone. Intanto Harold, in qualità di docente universitario, è invitato far parte di una giuria per un processo in tribunale, dove conosce Emma Blake, una ex-insegnante di inglese ormai in pensione. Nel frattempo, la Macchina invia a Reese un nuovo numero che appartiene proprio alla nuova conoscenza di Finch. Il processo riguarda l'omicidio di una donna, Caroline Millis, la quale era a capo di un'importante azienda di telecomunicazioni. Il marito, Chad Bryson, sospettato dell'assassinio, dichiara invece la sua innocenza.
John e Harold, trovate nuove informazioni su Emma, deducono che la minaccia sia collegata all'esito dello stesso processo in corso e iniziano le indagini per comprenderne l'origine. Durante una seduta della giuria, Emma riceve un SMS che le intima di procedere secondo quanto stabilito, elemento che prova che la donna non è una carnefice ma una vittima. Credendo che l'obiettivo del ricattatore fosse far terminare il processo con un esito di non colpevolezza per il marito, Reese, con l'aiuto di Zoe Morgan, insegna a Finch l'arte dell'essere convincente e prepara un'arringa efficace per far fallire il piano criminale. Harold, trovatosi alla seduta finale, scopre però che il vero piano del ricattatore non era di far liberare Bryson, bensì assicurarsi che fosse dichiarato colpevole. Così, per guadagnare tempo per ulteriori indagini di John e Zoe, Finch improvvisa analizzando più volte tutte le prove e rimanendo l'ultimo a sostenere l'innocenza del marito della vittima. Dopo ulteriori ricerche, la squadra scopre che un prodotto della società di Caroline, il 5K, era fonte di gravi problemi di salute a causa delle onde elettromagnetiche emesse e che la stessa Caroline avrebbe voluto annullare la vendita sul mercato generando un'ingente perdita economica. Dean Reston, il successore della Millis, diventa il nuovo sospettato del complotto. Nel frattempo, il ricattatore, infiltratosi fin dall'inizio nella giuria, decide di uccidere sia Emma che Harold. Reese interviene salvando entrambi ed il processo si conclude con la liberazione di Bryson e lo scoppio di uno scandalo in cui viene coinvolto Reston, il vero colpevole.
Fusco, intanto, ha deciso di collaborare ugualmente ai casi delle persone scomparse, nonostante l'opposizione di John, arrivando a scoprire che gli individui erano tutti collegati in qualche modo con Elias e che la loro scomparsa è stata causata da Dominic, il capo della Fratellanza. Lionel, parlando con Reese, dice di sapere il motivo per cui non vuole più coinvolgerlo, cioè evitare che gli accada qualcosa di grave, ma afferma di voler collaborare ugualmente con loro. Nel corso le indagini sul nuovo numero, inoltre, Reese si confronta nuovamente con Iris Campbell, la psicologa del suo dipartimento di polizia per delle sedute extra. Durante questi incontri i due si confidano l'un l'altro fatti della vita personale e, seppure in maniera impacciata, mostrano di avere una particolare intesa.
- Principale "persona d'interesse": Emma Blake (vittima).
- Guest star: Blair Brown (Emma Blake), Paige Turco (Zoe Morgan), Wrenn Schmidt (Dott.ssa Iris Campbell), Tina Benko (Cobb), Lillias White (Giudice Reginald), Rich Topol (Phillip Ward), Bryan Terrell Clark (Tim Rollins).
- Altri interpreti: Jamie Carroll (Lana Trainor), Massiel Mordan (Mikki Vara), Samuel Ray Gates (Yates), Paul Niebanck (Dean Reston), Brian Berrebbi (Giurato), Pedro Carmo (Chad Bryson), Amanda Rising (Caroline Mills), Rich Duva (Funzionario del tribunale).

## Domande e risposte
- Titolo originale: Q&A
- Diretto da: Stephen Semel
- Scritto da: Dan Dietz

### Trama
Il nuovo numero è Anna Müller, una donna che di giorno lavora come programmatrice in una delle aziende informatiche più grandi al mondo, la Fetch & Retrieve e di notte è impegnata in combattimenti clandestini di arti marziali. Mentre Reese cerca di capire perché la vita di Anna è in pericolo, Finch viene contattato da Claire, la giovane hacker che, tramite il gioco del Nautilus, era stata assoldata da Samaritan. Le apparenze, però, a volte ingannano. Claire è davvero pentita, o sta ancora lavorando per Samaritan? 
- Principale "persona d'interesse": Anna Mueller (vittima).
- Guest star: Bella Dyne (Anna Mueller), Nick Westrate (Calvin Mazer), Quinn Shephard (Clare Mahoney), Helene Yorke (Lauren Buchanan), John Nolan (John Greer), Omar Maskati (Naresh Prasad).
- Altri interpreti: Louis Lourens (Mr. Flint), Kay Tauginas (Alek), Andrew Criss (Arbitro).

## Il dispensario
- Titolo originale: Blunt
- Diretto da: Frederick E.O. Toye
- Scritto da: Amanda Segel e Greg Plageman

### Trama
Reese e Finch devono proteggere Harper, un'abile truffatrice di strada, quando il suo piano per rubare denaro da un dispensario di marijuana medica non va come previsto. La natura doppiogiochista di Harper la rendono un personaggio difficile per chiunqe abbia a che fare con lei, nel bene o nel male.
- Principale "persona d'interesse": Harper Rose (vittima/carnefice).
- Guest star: Annie Ilonzeh (Harper Rose), Connor Hines (Trey Wender), Winston Duke (Dominic Besson), Carlos Leon (Nico), Luke Kleintank (Caleb Phipps), William DeMeritt (Noah), Jessica Pimentel (Floyd).
- Altri interpreti: Trevor Zhou (Javier Braga), Raymond Neil Hernandez (Alfonso), Kareem Savinon (Jorge), Shabazz Ray (Ike), Haley Higgins (Isabel).

## Karma
- Titolo originale: Karma
- Diretto da: Chris Fisher
- Scritto da: Sabir Pirzada e Hillary Benefiel

### Trama
Reese e Finch indagano su uno psicologo che ricorre a metodi non ortodossi per aiutare i suoi pazienti. Nel frattempo, un flashback rivela le fragilità di Finch nei giorni seguenti l'attentato che ha ucciso il suo migliore amico, Nathan Ingram.
- Principale "persona d'interesse": Shane Edwards (vittima/carnefice).
- Flashback: Harold Finch.
- Guest star: Patrick Kennedy (Dr. Shane Edwards), Elizabeth Marvel (Alicia Corwin), Wrenn Schmidt (Dott.ssa Iris Campbell), Daniel Sauli (Wyatt Morris), Marjan Neshat (Rebecca).
- Altri interpreti: Frank Carlo (Clyde Barton), Megan Tusing (Angela), Matt Golden (Brian Humphries), Gregory Konow (Guardia della banca).

## Il piano di Finch
- Titolo originale: Skip
- Diretto da: Helen Shaver
- Scritto da: Ashley Gable

### Trama
Il nuovo numero è Frankie Wells, una "cacciatrice di taglie" arrivata a New York sulle tracce di un certo Ray Pratt. Mentre Reese cerca di impedire a Frankie di compiere la sua vendetta, Finch sembra finalmente sul punto di realizzare il piano elaborato fin dai tempi del suo viaggio a Hong Kong, che però verrà annullato da Root. La psicoterapeuta di Reese decide di sospendere le sedute perché prova qualcosa per lui, infatti alla fine dell'episodio i due si baciano. 
- Principale "persona d'interesse": Francesca "Frankie" Sanders (carnefice).
- Guest star: Annie Ilonzeh (Harper Rose), Jessica Hecht (Elizabeth Bridges), Wrenn Schmidt (Dott.ssa Iris Campbell), Ato Essandoh (Ray Pratt), Jeff LaMarre (Carlton Worthy), Katheryn Winnick (Frankie Wells).
- Altri interpreti: Louis Lourens (Mr. Flint), Alexander Blaise (Wolfram), Guyviaud Joseph (Addetto alla sicurezza), John Sousa (Barista), Josh Salt (Uomo spaventato).

## L'antivirus
- Titolo originale: Search and Destroy
- Diretto da: Stephen Surjik
- Scritto da: Zak Schwartz

### Trama
Il nuovo numero è Sulaiman Khan, creatore del software antivirus più utilizzato al mondo. Samaritan si è impossessato di questo software per riuscire a localizzare la Macchina. Reese e compagni intervengono con l'aiuto di Zoe, ma non riescono ad evitare che Khan finisca nelle mani di Greer e morirà ucciso proprio da Greer.
- Principale "persona d'interesse": Sulaiman Khan (vittima).
- Guest star: Aasif Mandvi (Sulaiman Khan), Paige Turco (Zoe Morgan), Cara Buono (Martine Rousseau), John Nolan (John Greer), Jessica Leccia (Linda Khan), Stephen Park (Mark Lee), Jonathan Walker (Joseph Nicassio), Elia Monte-Brown (Kelly Brewer).
- Altri interpreti: Timothy Smallwood (Uomo d'affari), Anthony Goes (Socio), Jim Santangeli (Uomo con la camicia hawaiana), Matthew Gray (Cameriere), Clem McIntosh (Supervisore), Edgar Ribon (Agente in uniforme), Logan Crawford (Cronista).

## Terra incognita
- Titolo originale: Terra Incognita
- Diretto da: Alrick Riley
- Scritto da: Melissa Scrivner-Love e Erik Mountain

### Trama
In un flashback durante l'inizio della seconda stagione, Reese, Finch e Carter stanno spiando una persona che sta scappando dall'HR dall'interno di un'auto. Finch esce per incontrare l'uomo, mentre Reese e Carter parlano della loro vita in campo militare e del loro futuro.
Reese è sulla scena di una sparatoria tra gang, dove l'unico sopravvissuto è Carlo, un uomo al soldo di Elias, mentre due membri della Fratellanza sono rimasti vittime. Finch riferisce che l'ultimo numero è quello di Chase Patterson, il primo sospettato in omicidio della sua famiglia nel 2008. Chase è tornato a New York dopo sette anni a Parigi, dove si è rifugiato dopo l'omicidio. Root, non avendo una delle sue missioni, accetta di aiutare Harold ad indagare sulla sparatoria.
Al distretto, Reese scopre che i documenti del caso sono nella scatola personale del detective che aveva seguito le indagini a quel tempo: Joss Carter. Reese sta guardando le cose di Carter, e trova una busta contenente una foto di lui e Jessica che Carter aveva recuperato nell'episodio "Il rischio dei ricordi". Fusco gli chiede se gli serve un aiuto, ma Reese gli dice di aiutare Finch.
Reese arriva all'hotel dove era stata uccisa la famiglia di Patterson e giunge alla loro stanza prima di interrogare Chase. Nel frattempo viene mostrata l'indagine di Carter sulla scena del delitto nel 2008. Successivamente si segue l'interrogatorio di Chase sia da parte di Reese, che da parte di Carter nel 2008: entrambi giungono alla conclusione che Patterson è innocente. A seguito dell'interrogatorio di Chase, Carter discute con Terney, che la sta aiutando a risolvere il caso: secondo quest'ultimo Chase sarebbe colpevole, teoria avvalorata dal fatto che il DNA dell'assassino è di qualcuno imparentato con loro.
Reese segue Chase e chiama Finch, che riferisce che Root ha interrogato Carlo con scarsi risultati. Reese poi prende una svolta verso la capanna di Chase, e la Macchina riferisce che ha superato la sua area di sorveglianza. Intanto nei flashback del 2008 Carter e Terney vengono a sapere che Chase è partito per Parigi. Reese rivive la scena dell'auto con Carter, quella mostrata all'inizio, dove i due discutono delle loro vite.
Reese arriva alla capanna di Chase, ma dopo essere entrato, viene improvvisamente colpito all'addome. Il fratellastro di Chase, Gil emerge e si rivela come l'assassino dei Patterson, arrabbiato con il padre infedele che ha rinunciato ai suoi figli. Puntando una pistola alla testa di Chase, Gil ordina al suo fratellastro di suicidarsi con alcuni farmaci: Chase lo fa a malincuore e Gil gli dice che gli rimangono più o meno otto ore. Gil trascina Reese nel giardino, tutto ricoperto di neve e lo lascia per pochi attimi per andare a prendere una pala per seppellirlo, ma quando torna, Reese gli punta una pistola contro.
Si ritorna alla conversazione tra Reese e Carter all'interno dell'auto: i due parlano dei loro destini e Reese si confida con Carter a proposito di Jessica.
Nel presente, Reese è seduto in una macchina a parlare con una sua visione di Carter, che gli dice che la ferita è causa di uno scontro a fuoco con Gil che è stato ucciso da Reese e che poi è tornato in auto. Finch cerca di localizzare Reese: Finch chiama Fusco e gli dice di andare a cercare Reese, dicendogli che stava indagando su Patterson.
La visione di Carter spinge Reese a strisciare fuori dalla sua auto e recuperare le chiavi della macchina dal corpo di Gil. Reese crede di morire per dissanguamento, ma Carter gli dice che il freddo impedisce al motore di partire. La visione è lì perché è Reese sta attraversando l'ultima fase dell'ipotermia, quindi Carter gli dice che congelerà a morte.
Reese racconta a Carter di come lei fosse l'unica persona con cui ha condiviso i suoi sentimenti, ma Carter sostiene che lui non lo ha fatto: Carter rivela a Reese che tutte le conversazioni che hanno avuto in macchina erano sogni e che non verrà nessuno a salvarlo perché ha voluto fare tutto da solo: Reese le dice che ha fatto tutto da solo solamente per starle vicino un'altra volta.
Carter dice a Reese di aprirsi di più con le persone a lui vicine. Reese sviene, ma si risveglia alla vista di una luce: la visione di Carter scompare mentre arriva una macchina per salvarlo.
- Principale "persona d'interesse": Chase Patterson (vittima).
- Flashback: Jocelyn "Joss" Carter – Flashforward: John Reese
- Nota: in questo episodio non è presente il monologo di apertura stagionale.
- Guest star: Taraji P. Henson (Joss Carter), Al Sapienza (Detective Raymond Terney), Patch Darragh (Gil), Zachary Booth (Chase Patterson).
- Altri interpreti: Paul Diomeme (Jerome), William DeMeo (Carlo), Elena McGhee (Governante), John Dinello (Agente Bressler), Matthew J. Harris (Chef).

## Il manicomio
- Titolo originale: Asylum
- Diretto da: Frederick E. O. Toye
- Scritto da: Denise Thé e Andy Callahan

### Trama
Reese e Fusco indagano sui nuovi numeri: quelli di Elias e Dominic. I due detective riescono a rintracciare il nascondiglio di Elias all'interno di una banca a Manhattan, e lo avvertono che la Fratellanza sta arrivando per catturarlo e interrogarlo. Nel frattempo, Dominic e i suoi uomini arrivano e catturano Elias, Reese e Fusco. Dominic ha corrotto Harper, che gli ha detto di Harold, così li tortura per sapere come contattarlo, sapendo che è in grado di accedere ai sistemi di telecamere della città. Floyd, un membro di alto rango della Fratellanza scopre che c'è una talpa all'interno dell'organizzazione così tortura Elias per sapere chi è: quest'ultimo all'inizio resiste ma cede per salvare i suoi uomini, così da a Dominic il conto corrente della spia, l'unica informazione in suo possesso: si scopre che il conto corrente è quello di Link, il braccio destro di Dominic, che viene ucciso da quest'ultimo. Elias rivela a Dominic che in realtà quello era un piano per vendicare Anthony e che non esiste alcuna talpa nell'organizzazione.
Nel frattempo a Washington, D.C. Controllo ha catturato e sta interrogando Shelly, una risorsa di Samaritan che gestisce le sue spie all'interno dell'ISA. Dopo un duro interrogatorio avendo ucciso due agenti di Samaritan tra cui Shelly, Controllo scopre che Samaritan ha in programma un progetto chiamato "Correzione" per il 6 maggio.
Root riceve una telefonata d'aiuto da Shaw: dopo aver convinto la Macchina ad aiutarli, Root e Finch su sue indicazioni raggiungono un ospedale psichiatrico, il luogo da dove è partita la chiamata: in realtà l'ospedale psichiatrico è la base delle operazioni di Samaritan. Gli agenti di Samaritan catturano Root, che si trova legata ad un lettino sta per essere operata all'orecchio per rimuovere l'impianto cocleare con cui la Macchina comunica con lei: questo è l'unico modo per sapere se la Macchina è stata trovata da Samaritan. Mentre Martine si avvicina per avviare l'operazione Root le spezza il collo vendicando così Shaw. Nel frattempo viene catturato pure Finch e Samaritan da una scelta alla Macchina: o rivela la sua posizione, o Root e Finch verranno uccisi. La Macchina rivela la sua posizione per salvare i suoi agenti, così Greer li rilascia, e tutti gli agenti di Samaritan convergono nel luogo indicato dalla Macchina. Mentre se ne stanno andando, Root dice a Finch di raggiungere quella posizione per primi in modo da salvare la Macchina.
- Principali "persone d'interesse": Dominic Besson (vittima/carnefice) e Carl Elias (vittima/carnefice).
- Guest star: Annie Ilonzeh (Harper Rose), John Nolan (John Greer), Cara Buono (Martine Rousseau), Winston Duke (Dominic Besson), Jamie Hector (Link), Jessica Pimentel (Floyd), Erin Dilly (Shelly Spencer), Enrico Colantoni (Carl Elias), Camryn Manheim (Controllo).
- Altri interpreti: Bjorn Dupaty (Garvin), Radu Spinghel (Lenny), John Preston (Medico), Juan-Panlo Veiza (Tyler), Joe Curnutte (Agente di Samaritan), Jack Ferry (Capo delle guardie).

## L'ultima sfida
- Titolo originale: YHWH
- Diretto da: Chris Fisher
- Scritto da: Dan Dietz e Greg Plageman

### Trama
I tecnici della rete elettrica, ormai da mesi installano sui pali dei misteriosi contenitori, senza conoscerne la vera funzione. La Macchina manda ad Harold una richiesta di aiuto, sentendo la propria fine imminente. Per complicare le cose Reese, Elias e Fusco sono prigionieri di Dominic, che vuole farla finita con la concorrenza di Elias nel controllo delle attività illecite della città. Dominic da tempo è certo che tramite Reese e Harold, vi sia un accesso segreto ad una mole di informazioni che lo avvantaggerebbero enormemente.
Nel frattempo Greer, vede sempre più vicino il suo obiettivo di affidare al sistema Samaritan il controllo della nazione, e in qualche modo cerca di mettere all'angolo la Macchina generando sovratensioni sulla rete elettrica nazionale partendo dalla Costa Ovest, verso New York.
Alla CIA, Controllo teme un attacco, avendo da poco interrogato un agente di Samaritan e saputo di un imminente e imprecisato evento chiamato "Correzione". Ha ragione di prendere sempre più sul serio gli avvisi di Harold Finch sulla pericolosità di Samaritan.
Reese e Fusco rientrano in azione e sconfiggono la Fratellanza grazie alla truffatrice-doppiogiochista Harper che ha liberato Fusco e alla Macchina, che stabilito un contatto con Reese ne agevola micidialmente i movimenti. Dominic ed Elias vengono arrestati per essere trasferiti nel carcere di Rikers.
Harold e Root cercano disperatamente una via d'uscita per la macchina. Servono un algoritmo di compressione dei dati super efficiente e banchi di memoria RAM da 128 GB, entrambi di proprietà della ricca startup di Caleb, un geniale giovane tempo addietro salvato da Harold, nei panni di suo docente. Nel tentativo di appropriarsi di queste cose sono scoperti da Caleb, che intuendo imminenti necessità e ancora grato ad Harold, gliene fa omaggio senza chiedere spiegazioni, fornendogli una chiavetta USB con il software di decompressione e svariati moduli di RAM, definiti "Progetto X".
Controllo incontra il senatore Ross Garrison, il politico più responsabile nell'affidamento della sicurezza nazionale a Samaritan, cercando senza successo di convincerlo a staccare la spina a Samaritan e riaffidarsi alla Macchina, in quanto questa, per quanto imprevedibile, aveva dimostrato un comportamento etico e non aveva mai causato alcuna strage. Inoltre Controllo rende il senatore partecipe della sua conclusione: il precedente attentato al tribunale, erroneamente accreditato all'organizzazione Vigilance, è stato organizzato di proposito da Decima, come scusa per fare affidare a Samaritan la sicurezza nazionale, e che il prossimo attentato sarà la scusa per dare a Samaritan un potere ancora superiore.
Root, Reese e Harold intanto realizzano quale sia l'attuale nascondiglio della Macchina: si è suddivisa nelle innumerevoli misteriose scatole che essa stessa ha fatto costruire e installare sulla rete elettrica, che usa per alimentarsi e per comunicare. Questo spiega loro il motivo delle sovratensioni che si stanno espandendo nella rete elettrica nazionale: è Samaritan stesso che cerca di sopprimere la Macchina che nel precedente episodio, gli aveva rivelato questa sua nuova dislocazione in cambio delle vite di Root e Harold.
Controllo ha un faccia a faccia con John Greer, il capo di Decima. Gli dice di avere scoperto il suo piano e vuole sapere dove avverrà il prossimo attentato, minacciandolo di ucciderlo se non lo farà.
Harold e Root, su indicazione della Macchina si recano in una vecchia sottostazione elettrica semi abbandonata, da qui cercheranno di trasferire almeno il nucleo della Macchina nella grande memoria portatile della valigetta auto alimentata, operazione resa difficoltosa dall'attacco armato di Decima guidato da Zachary, e dalle sovratensioni che ormai sono arrivate a New York. La Macchina temendo di essere distrutta da un momento all'altro, comunica con Harold in modo sorprendentemente umano, chiamandolo "padre" e ringraziandolo per averla costruita, comunque vadano le cose.
Mentre completano miracolosamente l'operazione, tra Greer e Controllo le parti si ribaltano: non è Controllo ad avere scoperto il piano di Greer, ma è quest'ultimo che le rivela che non c'è nessun attentato imminente, "Correzione" è un test che Samaritan, in procinto di assumere un potere ancora maggiore, ha organizzato allo scopo di scremare le persone chiave non allineate al suo piano, ed è Controllo stesso che viene catturata, mentre vengono uccisi altri "non allineati" come alcuni agenti operativi vicini a Controllo, e importanti elementi incontrollabili come Dominic e Elias (il destino di quest'ultimo, rimane però incerto).
Reese, Root ed Harold, dopo un ennesimo conflitto a fuoco riescono a fuggire con la valigetta, la Macchina, seppur ridotta e confinata, è ancora attiva. Di questo Samaritan è ben consapevole, infatti alla domanda di Greer, che chiede se i problemi siano finalmente risolti, la risposta di Samaritan è "Non ancora".
- Principale "persona d'interesse": La Macchina (vittima).
- Nota: in questo episodio non è presente il monologo di apertura stagionale.
- Guest star: Annie Ilonzeh (Harper Rose), John Doman (Senatore Ross Garrison), Wrenn Schmidt (Dott.ssa Iris Campbell), Luke Kleintank (Caleb Phipps), Winston Duke (Dominic Besson), John Nolan (John Greer), Nick E. Tarabay (Devon Grice), Suzy Jane Hunt (Shiffman), Jessica Pimentel (Floyd), Enrico Colantoni (Carl Elias), Camryn Manheim (Controllo).
- Altri interpreti: Robert Manning, Jr. (Zachary), Anthony Gaskins (Tecnico), Ken Perlstein (Tecnico adulto), Alban Merdani (Trafficante di armi), Marco Antonio Rodriguez (Corriere), Joseph Tudisco (Cassiere), Logan Crawford (Cronista), J. Oscar Simmons (Portiere), Jason Altman (Pompiere), Johnny Solo (Uomo di Elias), Joseph McKenna (Agente di Samaritan).